# Bạc tetrafluoroborat
Bạc tetrafluoroborat là một hợp chất vô cơ có công thức hóa học AgBF4. Nó là một chất rắn màu trắng hòa tan trong dung môi hữu cơ phân cực cũng như nước. Ở trạng thái rắn, các nguyên tử Ag+ ở tâm liên kết với các nhóm fluoride.

## Điều chế
Bạc tetrafluoroborat được điều chế bằng cách cho bor trifluoride phản ứng với bạc oxide với chất xúc tác là benzen.

## Sử dụng trong phòng thí nghiệm
Trong phòng thí nghiệm hóa học vô cơ và hóa học cơ kim, bạc tetrafluoroborat được sử dụng làm một loại thuốc thử hữu ích, đôi khi được gọi là "bạc BF-4". Trong dichloromethan, bạc tetrafluoroborat là một chất oxy hóa mạnh vừa phải. Tương tự như bạc hexafluorophosphat, nó thường được sử dụng để thay thế các anion halide hoặc phối tử bằng các anion tetrafluoroborat có sự liên kết yếu. Sự tách rời của các anion halide được thúc đẩy bởi sự kết tủa của hợp chất bạc halide thích hợp.

## Hợp chất khác
AgBF4 còn tạo một số hợp chất với NH3, như AgBF4·2NH3 là tinh thể không màu nhạy cảm với ánh sáng, phân hủy ở 140–150 °C (284–302 °F; 413–423 K).